# Олександрівська сільська рада (Корюківський район)
Олекса́ндрівська сільська́ ра́да — адміністративно-територіальна одиниця та орган місцевого самоврядування в Корюківському районі Чернігівської області. Адміністративний центр — село Олександрівка.

## Загальні відомості
Олександрівська сільська рада утворена у 1919 році.
05.02.1965 Указом Президії Верховної Ради Української РСР передано сільради: Олександрівську та Тютюнницьку Менського району до складу Щорського району.
- Територія ради: 69,394 км²
- Населення ради: 1 059 осіб (станом на 2001 рік)

## Населені пункти
Сільській раді підпорядковані населені пункти:
- с. Олександрівка
- с. Верхолісся
- с. Піски

## Склад ради
Рада складається з 12 депутатів та голови.
- Голова ради: Редін Антон Леонідович
- Секретар ради: Йоха Тетяна Михайлівна

### Керівний склад попередніх скликань
| Прізвище, ім'я, по батькові    | Основні відомості                                                         | Дата обрання | Дата звільнення |
| ------------------------------ | ------------------------------------------------------------------------- | ------------ | --------------- |
| Скоробагатий Анатолій Іванович | Сільський голова, 1962 року народження, безпартійний                      | 26.03.2006   | 11.11.2007      |
| Василенко Наталія Андріївна    | Сільський голова, 1956 року народження, член Комуністичної партії України | 16.03.2008   | 31.10.2010      |
| Редін Антон Леонідович         | Сільський голова, 1982 року народження, освіта вища, безпартійний         | 31.10.2010   |                 |

Примітка: таблиця складена за даними сайту Верховної Ради України

### Депутати
За результатами місцевих виборів 2010 року депутатами ради стали:

#### За суб'єктами висування
| Суб'єкт висування           | Кількість обраних депутатів | %    |
| --------------------------- | --------------------------- | ---- |
| Партія регіонів             | 9                           | 75   |
| Комуністична партія України | 2                           | 16,7 |
| Самовисування               | 1                           | 8,3  |

#### За округами
| № округу                    | Прізвище, ім'я, по батькові       | Дата визнання обраним | Освіта             | Партійна приналежність            | Відомості про обраного депутата                                |
| --------------------------- | --------------------------------- | --------------------- | ------------------ | --------------------------------- | -------------------------------------------------------------- |
| Комуністична партія України |                                   |                       |                    |                                   |                                                                |
| 2                           | Лишко Ольга Іванівна              | 01.11.2010            | вища               | член Комуністичної партії України | Олександрівська сільська рада, секретар                        |
| 7                           | Зарецький Олександр Васильович    | 01.11.2010            | середня            | член Комуністичної партії України | Олександрівська загальноосвітня школа I-III ст., завгосп       |
| Партія регіонів             |                                   |                       |                    |                                   |                                                                |
| 3                           | Гурбик Олексій Анатолійович       | 01.11.2010            | середня спеціальна | член Партії регіонів              | тимчасово не працює                                            |
| 4                           | Бичик Галина Сергіївна            | 01.11.2010            | середня спеціальна | член Партії регіонів              | ВАТ «Полісся-молоко», приймальник молока                       |
| 5                           | Анапрієнко Віра Петрівна          | 01.11.2010            | середня спеціальна | член Партії регіонів              | Олександрівський дитячий садок, завідувачка                    |
| 6                           | Абакумець Сергій Михайлович       | 01.11.2010            | середня            | член Партії регіонів              | Олександрівська сільська рада, опалювач                        |
| 8                           | Івануха Петро Анатолійович        | 01.11.2010            | середня            | член Партії регіонів              | тимчасово не працює                                            |
| 9                           | Мірошніченко Валерій Анатолійович | 01.11.2010            | вища               | член Партії регіонів              | пенсіонер                                                      |
| 10                          | Кириченко Олена Анатоліївна       | 01.11.2010            | середня спеціальна | член Партії регіонів              | Олександрівська загальноосвітня школа I-III ст., техпрацівниця |
| 11                          | Перегуда Сергій Миколайович       | 01.11.2010            | середня спеціальна | член Партії регіонів              | НАСК «Оранта», страховий агент                                 |
| 12                          | Кротенко Григорій Олексійович     | 01.11.2010            | середня            | позапартійний                     | Олександрівська загальноосвітня школа I-III ст., водій         |
| Самовисування               |                                   |                       |                    |                                   |                                                                |
| 1                           | Йоха Тетяна Михайлівна            | 01.11.2010            | середня спеціальна | позапартійна                      | тимчасово не працює                                            |